# Rouvres-en-Multien
Rouvres-en-Multien é uma comuna francesa na região administrativa de Altos da França, no departamento de Oise. Estende-se por uma área de 8,12 km². Em 2010 a comuna tinha 478 habitantes (densidade: 58,9 hab./km²).